# ぺーじゅん
ぺーじゅんは、日本の男性ソングライター・編曲家。

## 同人活動
1999年ごろから、ゲーム制作サークルであるProjectYNPにてゲーム内楽曲の作曲・編曲を担当。2006年8月より、自身のサークルとしてCLOCK MUSICを立ち上げ、そちらでの活動も精力的に行っている。CLOCK MUSIC名義で発表した曲には、ボーカルに同じく同人音楽界で活躍する茶太を迎えたものが多いのも特徴。ゲーム内楽曲では器楽曲が多く、テクノからメタルまで幅広いジャンルの曲を制作。茶太をボーカルに迎えた曲ではポップな曲調のものが多い。

## メジャーでの活動
2008年2月14日にTEAM ENTERTAINMENTより発売される、癒月をフィーチャーしたアルバム「START!」において作曲を担当したことを自身のブログにて発表。2008年より放送を開始したテレビアニメ『シゴフミ』において、エンディングテーマ『Chain』（作詞：こだまさおり、歌：Snow*）の作曲を担当したことを同じく自身のブログにて発表している。2009年7月より放送の『よくわかる現代魔法』において、オープニングテーマ「programming for non-fiction」の作曲・編曲を担当。

## ネットラジオでの活動
2008年10月より、ネットラジオ「片霧烈火のにゃんこっこアワー☆りあらいず!」においてアシスタントパーソナリティを務めている。

## ゲーム内楽曲
- 新世紀GPX サイバーフォーミュラSIN CYBER GRAND PRIX
- 新世紀GPX サイバーフォーミュラSIN CYBER GRAND PRIX2
- ALiBAT
- 命短したたかえ！乙女

## ディスコグラフィー

### ProjectYNP
- 新世紀GPX サイバーフォーミュラSIN CYBER GRAND PRIX2 BOOST PACK
  - 01：Speed Highway 02：Expressionless 03：icy doll 04：夕霧草 〜remix〜 05：カッシア 〜remix〜 06：FM@baycity 08：cyber lock 11：far-a-way 〜Sound track var.〜
    - 他の楽曲は、同じくProjectYNPで活動するzakkyが作曲。
    - なお、このCDはデータCDであり、CD-DA規格ではない。そのため、通常のオーディオ機器では再生できない。

- ALiBAT ORIGINAL SOUND TRACK
  - 01：Steps A Waltz 〜ALiBAT メインテーマ〜 02：予感 〜キャラクターセレクト〜 03：Alice or Junk 〜VS 04：Dancing Red 〜紅の広間〜 05：Darkness Pianist 〜廃墟〜 06：Greenfield 〜グリーンフィールド〜 07：Mad Toy Box 〜おもちゃ箱〜 08：Fake Clocks 〜時の部屋〜 09：The End Start 〜水晶の狭間〜 10：破壊のシンフォニー 〜庭園〜 11：Mystery Chase 〜螺旋階段〜 12：Show Window 〜ALiBAT Ver0.1 エンディングテーマ〜 13：Good Night Dolls 〜ALiBAT Ver0.5 エンディングテーマ〜 14：FareWell 〜ALiBAT エンディングテーマ〜
    - 01曲目の作詞、01、14曲目のボーカルを茶太、12曲目のボーカルをIzu、13曲目のボーカルをManaが担当。

### CLOCK MUSIC
- CLOVER ALBUM
  - 01：Sings Clover 02：プロローグ 03：金魚鉢 04：大切なもの 05：私 06：今日は明日へ 07：片想い 08：もう一つの夏 09：カレーの唄 10：エピローグ 11：北上切符と入場券
    - 01、03、05、07、09曲目を茶太が、04、06、08、11曲目を額賀修一が歌っている。

- ワスレナゴハン
  - 01：ワスレナゴハン 02：りんごメタル
    - 作詞、ボーカルは茶太。
    - ソフトウェア制作サークルであるhirahira.netより発表された、Windows Media Player向けの視覚エフェクト「おまもりんごさん」のイメージソングである。

- わかれ道
  - 01：わかれ道 02：鯉 03：わかれ道（カラオケ） 04：鯉（カラオケ）
    - 01曲目のボーカルは柳麻美、02曲目のボーカルはAkiyama。
    - 「おまもりんごさん」の続編にあたる「おまもりんごさん(2)」のイメージソング。なお、「おまもりんごさん(2)」において、起動中にプレイヤーで曲を再生せず放置しておくと、「わかれ道」のアレンジバージョンとともにエンディングが流れるようになっている。

- 駿太／雪の轍
  - 01：駿太 02：雪の轍 03：駿太 Q flavor Remix 04：雪の轍 高田誌緒 Remix 05：雪の轍 Q flavor Remix 06：駿太 Off Vocal 07：雪の轍 Off Vocal
    - ボーカルは茶太。